# Forêt domaniale du Trait-Maulévrier
Pour les articles homonymes, voir Trait et Maulévrier (homonymie).
La forêt domaniale du Trait-Maulévrier est située à l'ouest de Rouen, sur la rive droite de la Seine, près de la ville du Trait. Elle fait partie du parc naturel régional des Boucles de la Seine normande qui a permis la sauvegarde et la mise en valeur d'un grand espace naturel s'étendant de la banlieue de Rouen jusqu'au marais Vernier.
Un incendie y a lieu en juillet 1921.
Elle recèle une ancienne base de lancement destinée aux missiles (de type V2 ?) mise en place par l'armée allemande durant la Seconde Guerre mondiale, dont on peut voir des vestiges.